# Damon Johnson
Damon Rogers Johnson (13 de julio de 1964) es un músico estadounidense que actualmente se desempeña en las bandas de hard rock Thin Lizzy y Black Star Riders. En los 90's fue uno de los fundadores de Brother Cane, y luego se unió a la banda de Alice Cooper como guitarrista líder. Ha lanzado dos álbumes como solista.

## Discografía

### Solista
- Dust, 2000
- Release, 2010

### Brother Cane
- Brother Cane, 1993 (Virgin Records)
- Seeds, 1995 (Virgin Records)
- Wishpool, 1998 (Virgin Records)

### Alice Cooper
- Dirty Diamonds, 2005 (Eagle Rock)
- Live at Montreux, CD & DVD, 2006 (Eagle Rock)
- Alice Cooper: Theatre Of Death – Live At Hammersmith 2009 (DVD / CD) 2010 (Bigger Picture)

### Black Star Riders
- All Hell Breaks Loose (2013)
- The Killer Instinct (2015)

### Contribuciones como compositor
- Stevie Nicks – Trouble in Shangri-La ("Every Day" – Johnson/Shanks)
- Ted Nugent – Craveman ("I Won’t Go Away" – Johnson/Nugent)
- Skid Row – Thickskin ("Ghost", "See You Around", "Down from Underground" – Johnson/Bolan/Sabo)
- Santana – All That I Am ("Just Feel Better" – Houston/Johnson/Johnson)
- Queensrÿche – American Soldier ("Middle of Hell", "Home Again" – Gray/Johnson/Rockenfield/Tate)